# Konstantin Walentinowitsch Makarow
Konstantin Walentinowitsch Makarow (russisch Константи́н Валенти́нович Мака́ров; * 18. Juni 1931 in Tichorezk; † 3. August 2011 in Moskau) war ein sowjetisch-russischer Flottenadmiral.

## Leben
Makarow, dessen Vater Lokomotivführer und später Leiter einer oberen Verwaltung des Volkskommissariats für Verkehrswege und Kommunikation war, trat 1949 in die 1. Baltische Offiziershochschule der Seestreitkräfte ein und absolvierte sie 1953. Seine Offizierslaufbahn begann er als Kommandeur der Torpedogruppe auf dem U-Boot S-71 des Projekts 613 der Schwarzmeerflotte in Sewastopol. Nach dem Besuch von Höheren Spezialkursen für Marineoffiziere im Jahr 1960 in Leningrad diente er ab 1963 als Kommandant eines Atom-U-Boots. 1967 absolvierte er die Seekriegsakademie in Leningrad. Ab Januar 1971 arbeitete er als Stabschef der 7. Atom-U-Bootdivision der Nordflotte und ab Dezember 1973 als deren Kommandeur. Im November 1975 wurde er stellvertretender Stabschef der operativen Führung im Hauptstab der Sowjetischen Seekriegsflotte und 1981 Stabschef. Er kommandierte ab 1984 die Baltische Flotte, wurde 1985 als Chef des Hauptstabes 1. Stellvertreter des Oberkommandierenden der Sowjetischen Marine und im selben Jahr zum Admiral befördert. Auf Beschluss des Präsidiums des Obersten Sowjets der UdSSR vom 4. November 1989 wurde ihm der Rang eines Flottenadmirals verliehen. Makarow lebte in Moskau und befand sich seit 1992 im Ruhestand. Im Juni 1998 übernahm er die Funktion des Vorsitzenden der Höheren Attestierungskommission, deren Aufgabe die Anerkennung der Staatsexamen von Absolventen der Seekriegsakademie ist.
Drei Jahre nach dem Tod seiner ersten Frau, mit der er einen Sohn hat, heiratete Makarow erneut. Diese Ehe blieb kinderlos. Sein Sohn ist Fregattenkapitän im Ruhestand.
Makarow starb an den Folgen einer Herzklappenoperation nach Bildung eines Thrombus. Er wurde auf dem Friedhof Trojekurowo beigesetzt.

## Auszeichnungen
- Leninorden
- Orden der Oktoberrevolution
- Rotbannerorden
- Orden des Roten Sterns
- Weitere Medaillen der UdSSR, Russlands und anderer Länder